# Darceta primulina
Darceta primulina är en fjärilsart som beskrevs av Druce 1889. Darceta primulina ingår i släktet Darceta och familjen nattflyn. Inga underarter finns listade i Catalogue of Life.